# Калинин, Юрий Яковлевич
Ю́рий Я́ковлевич Кали́нин (1925, Смоленск — 2008, Саратов) — ветеран Великой Отечественной войны , ветеран труда, выпускник Московского энергетического института (МЭИ) (1953), кандидат технических наук, доцент кафедры «Теплоэнергетика» Саратовского Политехнического института (СПИ), декан энергетического факультета СПИ (1963—1966), декан факультета повышения квалификации, председатель Совета ветеранов СГТУ (1987—2007), организатор Клуба ветеранов СГТУ «КВИНТ» (1996) .

## Биография
Родился 10 февраля 1925 года в Смоленске . Отец, Яков Александрович Калинин, политработник, в 1941 году сразу после начала войны ушел на фронт и пропал без вести. Мать, Надежда Елисеевна Калинина работала директором и главным врачом смоленского дома ребенка, с началом войны участвовала в эвакуации учреждения в поселок Баланда Саратовской области . В августе 1941 года она была призвана на военную службу заведующим отделения в эвакогоспитале 1681, в звании капитана медицинской службы.
Юрий вместе с матерью переехал в Баланду.  С отличием закончил 10-й класс школы. Работал механизатором  на элеваторе .

### Военная служба
В 1942 году поступил в Саратовское пехотное училище. В 1943 году поток курсантов, на котором учился Ю.Я. Калинин, был отправлен в район Курска. Там все 300 курсантов участвовали в танковом сражении у поселка Прохоровка. Ю.Я. Калинин оказался в числе 10 оставшихся в живых курсантов училища, которые после сражения были отправлены в Саратов .
Окончил училище в 1944 году. Продолжил военную службу начальником гарнизона пограничной заставы в Карпатах на западе Украины. Демобилизовался в 1947 году .

### Гражданское образование
После демобилизации в 1947 году поступил в  Московский энергетический институт (МЭИ) на специальность «Энергетические установки» . В 1953 году с отличием окончил институт.

### После окончания вуза
После окончания МЭИ в 1953 году Калинины по распределению были направлены в Калининград, где работали на ГРЭС-2 (п.Светлый).
В 1958 году Ю.Я. Калинин поступил в аспирантуру . В 1962 году защитил  диссертацию на соискание ученой степени кандидата технических наук по теме «Экспериментальное исследование зависимости p, v, t воды при температурах до 400 °С и давлениях до 1200 кГ/см²»   во Всесоюзном ордена Трудового Красного Знамени теплотехническом научно-исследовательском институте имени Ф. Э. Дзержинского.

### Работа в Саратовском политехническом институте
В 1961 году Юрий Яковлевич с супругой приехали в Саратов по приглашению заместителя директора по научной работе Саратовского политехнического института А.И. Андрющенко . Ю.Я. Калинин стал работать на кафедре «Теплоэнергетика» СПИ в должности доцента..
С 1963 по 1966 год Ю.Я. Калинин руководил энергетическим факультетом СПИ .
Всего работал на энергетическом факультете СПИ (СГТУ) 48 лет (1961-2008).

### Общественная деятельность
Более 20 лет являлся председателем Совета ветеранов СПИ (СГТУ) . Ветеранская организация  в период его руководства занимала призовые места в Октябрьском районе, в Саратове и в областных соревнованиях. Является организатором Клуба ветеранов СГТУ «КВИНТ» .
Супруги Калинины стали участниками проекта Саратовского областного музея краеведения «Живая память» (2005) .

## Семья
Супруга — Калинина Нинель Владимировна (1929 г.р.),  выпускница МЭИ 1953 года. С первого курса Нинель Владимировна и Юрий Яковлевич учились в одной группе. 10 марта 1953 года в Москве зарегистрировали брак . В семье двое детей.

## Награды и звания
Имеет статус:
- Ветеран Великой Отечественной войны, Ветеран труда.

Награжден:
- Орденом Отечественной войны II степени;
- медалью «За победу над Германией в Великой Отечественной войне 1941—1945 гг.» [3];
- юбилейными медалями [4];

## Комментарии
1. ↑  В тексте В.И. Коротеевой, записанном в виде интервью, отмечается, что А.И. Андрющенко и Ю.Я. Калинин познакомились, общаясь с общим научным руководителем. [9]
2. ↑  Н.В. Калинина работала в СПИ в должности старшего преподавателя [10]
3. ↑  Н.В. Калинина — бессменный руководитель клуба «КВИНТ» [11]